# Chiesa di Santa Maria a Coverciano
La chiesa di Santa Maria a Coverciano è un luogo di culto cattolico che si trova a Firenze nella zona est di Coverciano. Esistono due chiese dedicate a Santa Maria, quella antica, situata in una traversa della via Gabriele D'Annunzio, e quella nuova in via Manni, ricostruita come parrocchia per la cresciuta popolazione della zona nel 1931.

## Storia
L'epoca di costruzione del primo edificio, di modeste dimensioni, risale all'XI secolo. Importanti lavori furono eseguiti all'inizio del '600, come riporta la datazione 1606 sull'architrave della porta d'accesso, quando venne probabilmente costruito il portico con serliana, colonne e pilastri che la precede. Ebbe poi una consistente ristrutturazione nel 1716 e nel 1830.
Trasferita la sede parrocchiale nella nuova chiesa di via Manni, disegnata dall'architetto Ezio Cerpi nel 1931 e terminata da Raffaello Franci, l'antico edificio passò nel 1934 alle Suore Francescane Ancelle di Maria, originarie di Quadalto (Palazzuolo sul Senio, Firenze) il cui ordine era stato fondato nel 1744.

## Descrizione
All'interno ad unica navata della chiesa vecchia vi è una tela dei primi dell'800 raffigurante la Madonna Assunta e sulla volta a botte un affresco coevo con la Madonna incoronata dalla Santissima Trinità.
Nella chiesa nuova sono presenti alcune opere di Alfredo Cifariello (Madonna della Rosa, Natività, Gesù issato sulla croce e dodici disegni della Via Crucis), una tela riferibile ad Antonio Puglieschi (Battesimo di Cristo), una Madonna di Pompei ottocentesca e un reliquiario con alcuni capelli di papa Giovanni Paolo II. 

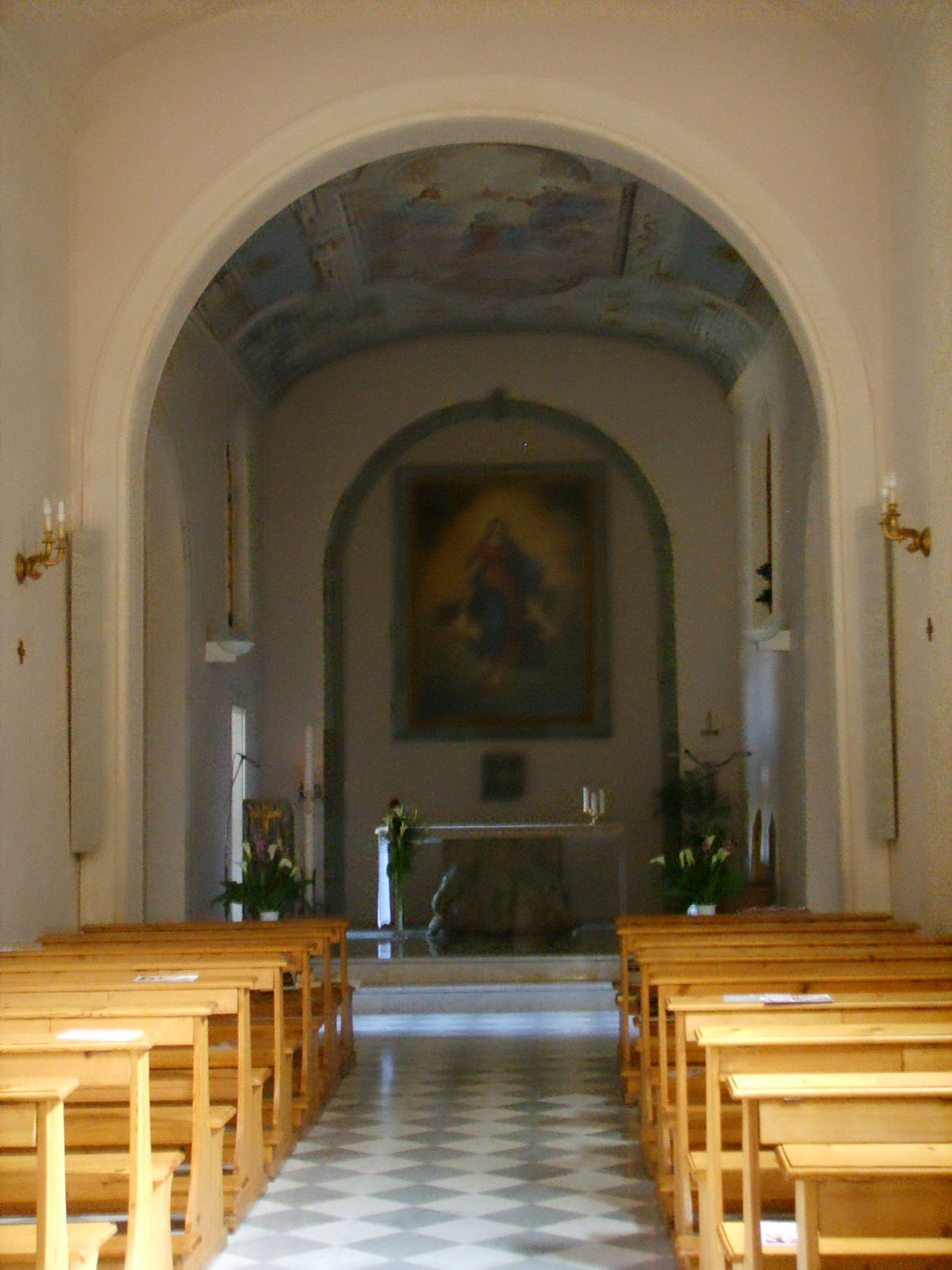
Interno della chiesa vecchia
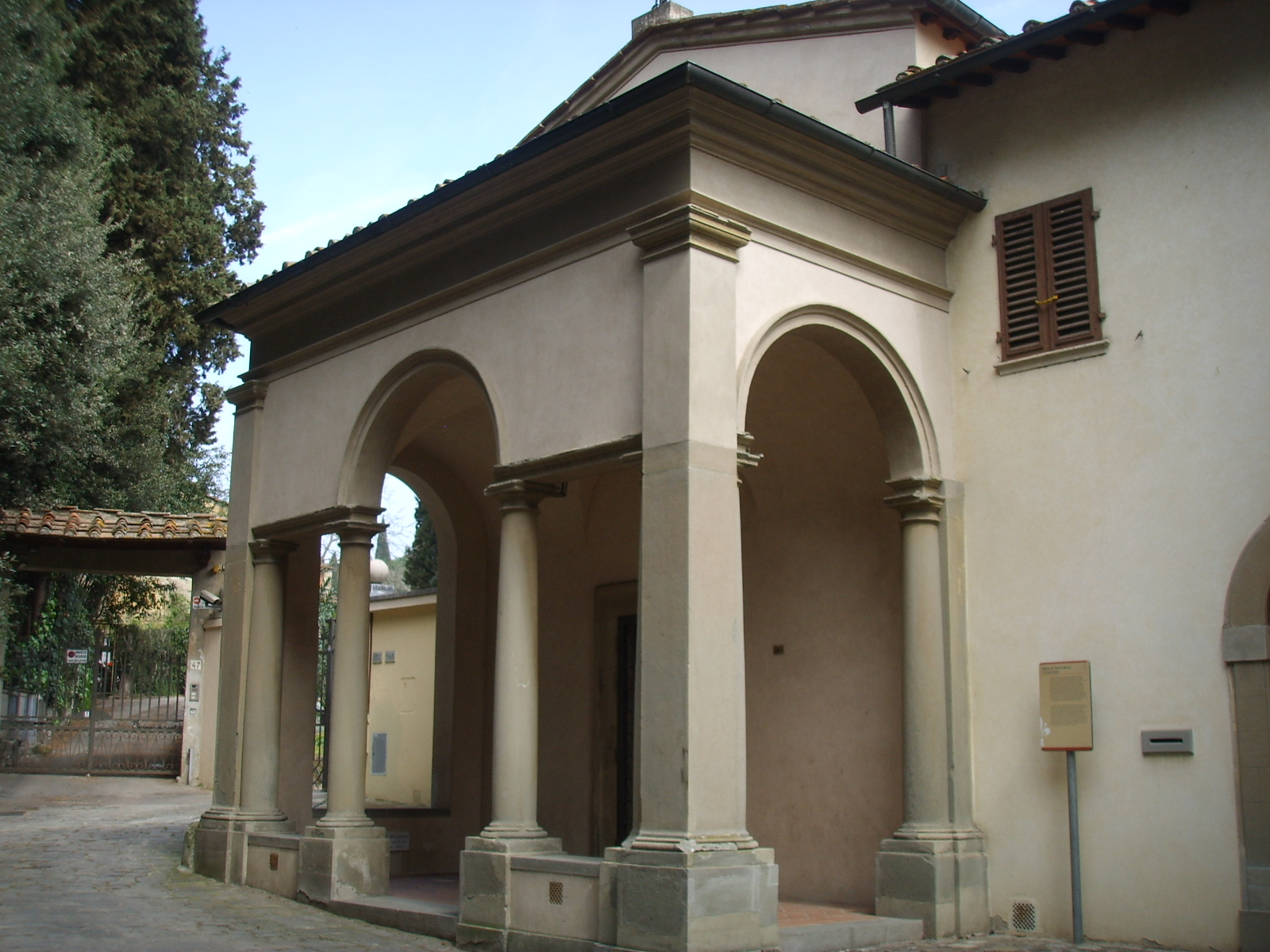
Portico della chiesa vecchia
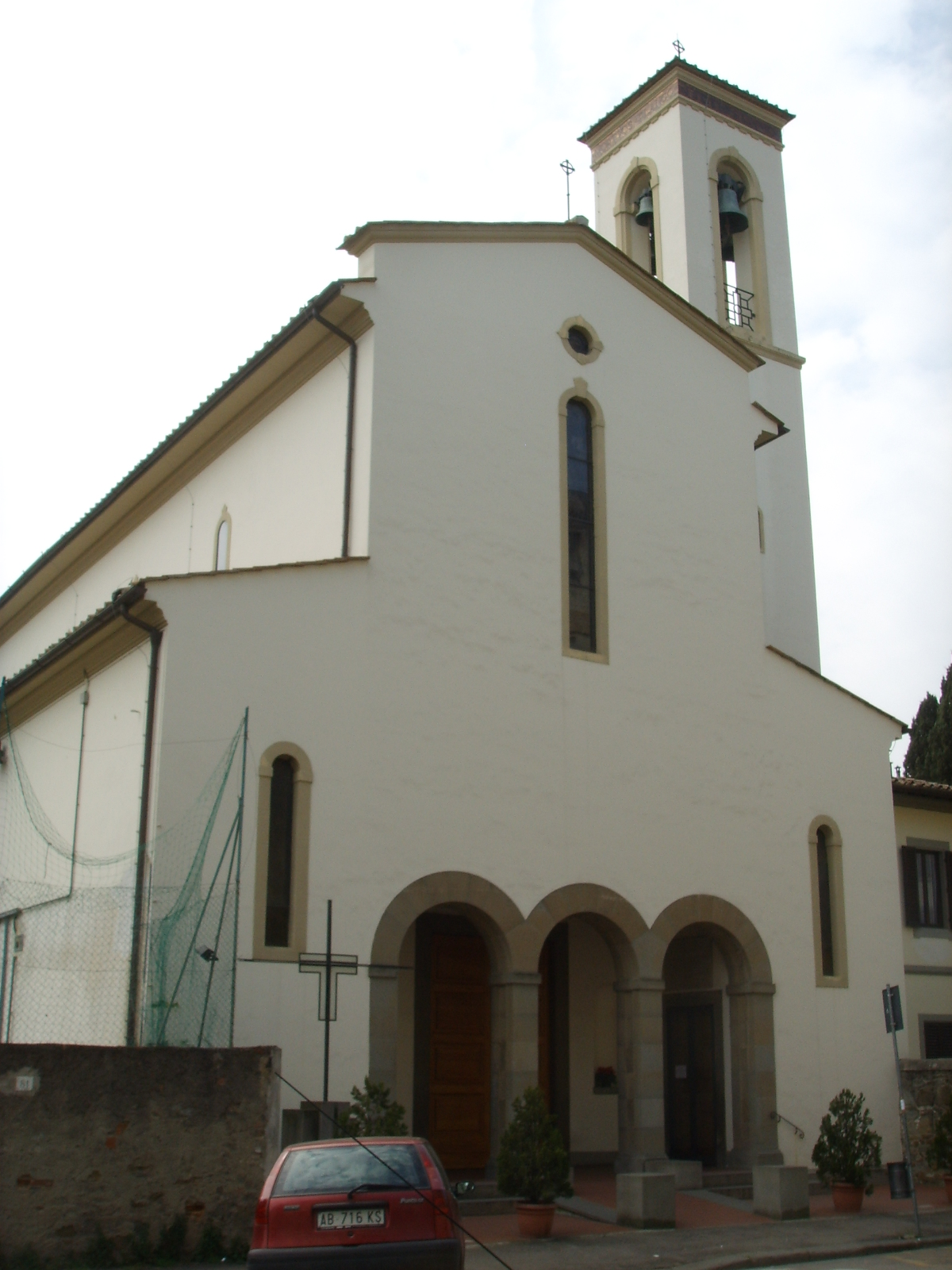
La nuova chiesa
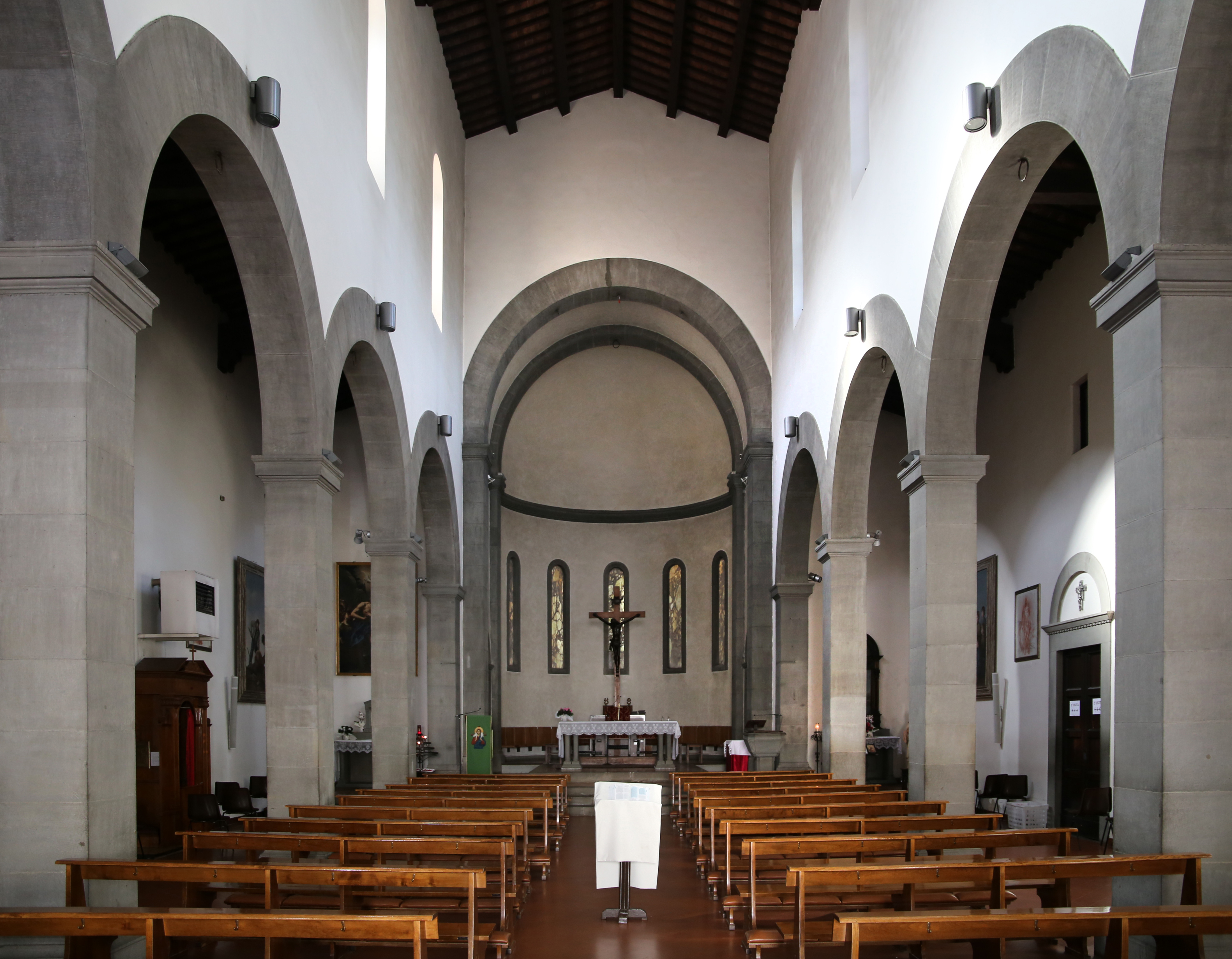
Interno della chiesa nuova